# Course aérienne Paris-Madrid (1911)
Organisée en mai 1911, par Le Petit Parisien, la course Paris-Madrid est la première des grandes courses d'aviation qui allaient marquer l'année 1911.
Dotée d'un prix de 100 000 francs, elle apparaît à l'époque comme une tentative surhumaine tant par la longueur du parcours qu'elle impose aux concurrents que par les difficultés qu'elle semble accumuler devant eux, surtout en territoire espagnol.
La course comportait un parcours total de près de 1 200 km divisés en trois étapes : la première de Paris à Angoulême, la seconde d'Angoulême à Saint-Sébastien (frontière espagnole) et la troisième de Saint-Sébastien à Madrid en passant par Burgos.

## Les concurrents
La course fut entreprise par les pilotes suivants :
- André Beaumont (pseudonyme du lieutenant de vaisseau Conneau pour les épreuves d'aviation) (sur Blériot XI)
- Pierre Divétain (sur Ambroise Goupy)
- André Frey (sur Morane-Saulnier)
- Roland Garros (sur Blériot XI)
- Louis Gibert (sur Blériot XI)
- Gilbert Le Lasseur de Ranzay (sur Blériot XI), inscrit sous le numéro 1.
- Louis Émile Train (sur monoplan Train)
- Jules Védrines (sur Morane-Saulnier A)
- Il semble que Prince de Nissole n'avait pas pris le départ[1].

## Le départ

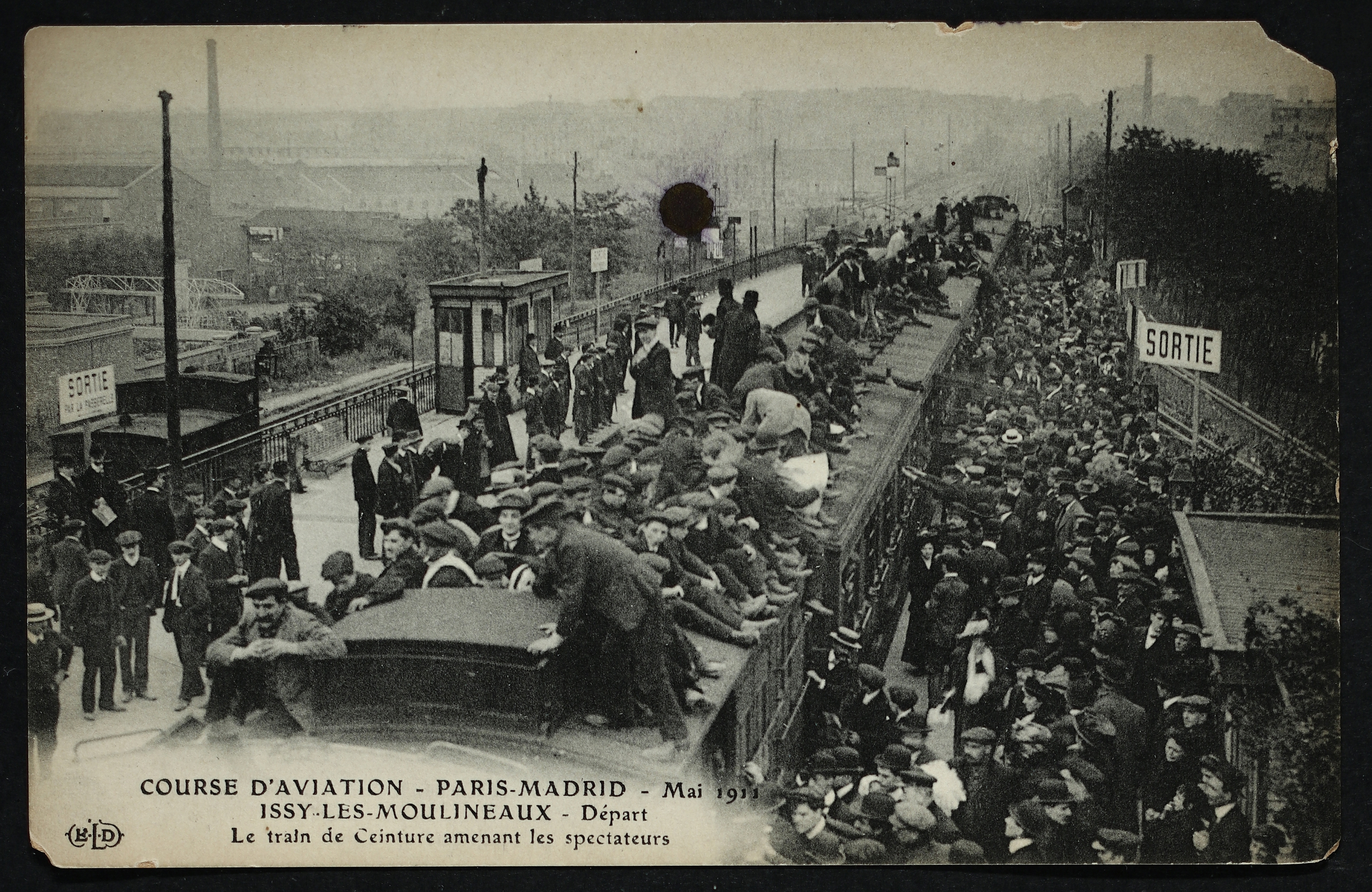
Le train de Ceinture amenant les spectateurs.

Dimanche 21 mai 1911. Il est 6 heures du matin. Maurice Berteaux, en sa qualité de ministre de la Guerre, se rend sur le terrain d’aviation d’Issy-les-Moulineaux. Il doit, avec le président du Conseil Ernest Monis, présider le départ de la course. Une foule immense assiste à la manifestation : la presse a parlé de 200 000 personnes et il semble que le service d’ordre ne soit pas à la mesure de l’importance de la foule. Maurice Berteaux rejoint les autres personnalités officielles qui assistent au départ. Le petit groupe de personnalités reste en bordure de terrain à côté de la tribune officielle et assiste au départ des quatre premiers concurrents.
Successivement Beaumont, Gibert, Garros, Le Lasseur de Ranzay partent. Ce seront les seuls à partir ce jour-là. Frey casse du bois, Garnier roule mais ne décolle pas. Jules Védrines capote et abîme son Morane au décollage. Il ne repartira que le lendemain.

## «La catastrophe d'Issy-les-Moulineaux»
Un cinquième concurrent prend le départ : c'est le monoplan de Train, conçu par lui-même, fuselage en acier, ailes à armature métallique, il est le seul à pouvoir accueillir un passager. Louis Émile Train a fait monter à bord M. Bonnier, fils du directeur des services d'architecture de la Ville.
C’est à ce moment que le petit groupe de personnalités décide d’aller faire quelques pas sur la piste, peut-être pour se dégourdir les jambes. Il se trouve qu’au même moment, sur l’ordre du préfet de police, un peloton de cuirassiers s’avance aussi sur la piste pour refouler les spectateurs qui ont envahi l'aire de décollage.

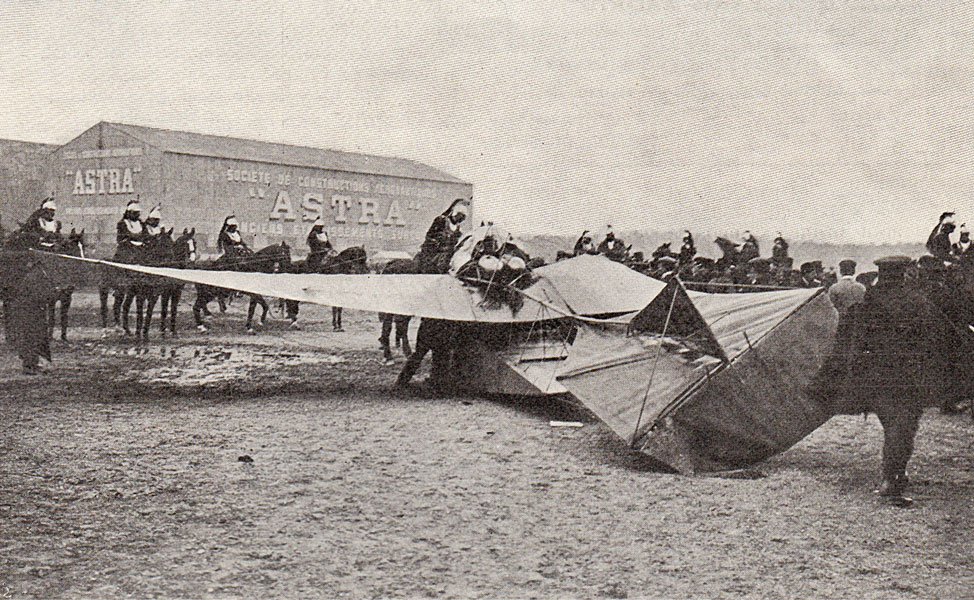
Le Monoplan Train, entouré des cuirassiers après le crash, en 1911.

Peut-être alourdi par son passager, Train, qui a pourtant déjà réussi de belles performances, peine ce matin-là à s'élever de plus de 40 mètres, tangue, et quand il vire pour revenir vers son point de départ, il semble qu'il aille s'écraser sur la piste. Gêné par le peloton de cuirassiers, il évite ceux-ci de justesse mais ne parvient pas à conserver assez longtemps de la hauteur : l’aéroplane décroche et vient faucher les personnalités qui se trouvaient un peu plus loin sur la piste. Il blesse grièvement plusieurs personnes dont Maurice Berteaux, ministre de la Guerre, Ernest Monis, président du Conseil, et Henry Deutsch de la Meurthe.
Train, interviewé par le Petit Parisien, livre lui-même le récit suivant :

« J'ai pris le départ avec l'intention d'effectuer un ou deux tours de piste pour me rendre compte si tout marchait bien et d’atterrir au cas où quelque chose laisserait à désirer. Dès que je fus au volant, je me rendis compte que le moteur ne « tirait » pas suffisamment. Je me disposais à atterrir, après avoir effectué un virage, lorsque j’aperçus un peloton de cuirassiers traversant la piste. J’essayai alors de virer, pour l’éviter et atterrir en revenant sur mes pas ; mais le moteur faiblissant de plus en plus et voyant qu’il m’était impossible d’effectuer le virage, je redressai l’appareil et tentai d’aller atterrir au-delà du peloton. À ce moment un groupe de personnes, masqué par les cuirassiers, s’éparpilla en tous sens et je fis l’impossible, risquant la vie de mon passager, pour prolonger mon vol et passer au-dessus des dernières personnes. J’allais y arriver lorsque l’appareil, complètement cabré, s’abattit lourdement. Je sortis de l’appareil avec mon passager persuadé d’avoir évité tout accident. Ce n’est qu’à ce moment qu’atterré, je me suis aperçu de l’immense malheur. »

Maurice Berteaux est le plus gravement atteint. Il est grièvement blessé à la tête et il a un bras sectionné par l’hélice de l’avion. Il succombe à ses blessures, sur la piste, quelques minutes plus tard. Le président Monis qui a une jambe cassée et de fortes contusions perd connaissance mais il survivra. Le corps de Maurice Berteaux est ramené au ministère de la Guerre. L'après-midi même est projeté à 16 heures, au Kinéma Gap-ka à Paris, un film des actualités Pathé montrant l'atterrissage forcé de l'avion Train sur le groupe de personnalités.

## La course
La course aérienne Paris-Madrid aurait pu connaître le sort de la course automobile Paris-Madrid de 1903, arrêtée à la suite de nombreux accidents. Mais cette fois, le spectacle continue. À la demande du président du Conseil, l’épreuve repart le lendemain.
Les concurrents connaissent des fortunes diverses.
André Frey tombe en panne et doit atterrir dans la région d'Étampes. Il est contraint à l'abandon.
Gilbert Le Lasseur de Ranzay s'égare dans le brouillard et se retrouve à Saint-Martin, près de Cosne-sur-Loire. Venant de Ménétréol-sous-Sancerre, l'aviateur atterrit lundi soir, vers 7 heures aux Collins, près des Aix d'Angillon, par suite d'une avarie de moteur. Un mécanicien de la maison Blériot tente de dépanner le moteur mais en vain, la réparation ne pouvant être réalisée sur place. Le Lasseur de Ranzay ne peut donc songer à continuer sa route et doit donner l'ordre de démonter son appareil et de le réexpédier à Paris. Ainsi le monoplan retourne à son hangar par chemin de fer.
André Beaumont après plus de 2 h et demi de course doit se poser à Azay-sur-Indre près de Loches. Il tente en vain de repartir, son hélice est brisée.
Pierre Divetain, pourtant hors course, décide de suivre l’épreuve à distance. Il part le 24 de Juvisy à 4 h 50 et s’arrête une première fois à Étampes. Il se pose ensuite à Thésée (Loir-et-Cher) au bord du Cher après une erreur d'orientation. Il y abîme son Goupy en terminant sa course dans un fossé. Le lendemain, en voulant redécoller de l’aérodrome de Pontlevoy où son appareil a été emmené, Pierre Divetain casse définitivement son avion.
Seuls trois pilotes arrivent finalement à Angoulême.
Roland Garros qui suit la route de Tours, arrive le premier à Angoulême mais il se classe second de l'étape parcourant les 390 km en 4 h 48 min 13 s ; Gibert après une halte à Pontlevoy arrive le lendemain à Angoulême et se classe 3e ; mais c'est Jules Védrines qui enlève l'étape en 4 h 24 min 16 s et remporte dans le même temps la 2e étape de la coupe Pommery.
Dans la seconde étape, Védrines prend plus de 2 heures d'avance sur Garros, parcourant les 335 km qui séparent Angoulème de Saint-Sébastien en 3 h 45 min 42 s.
Au cours de la troisième étape, Garros et Gibert renoncent à disputer leurs chances, le premier étant tombé dans la rivière Leizaran au village d'Andoain, à 20 km de Saint-Sébastien et le second ayant été immobilisé à Olazagutia, près de Vitoria par un capotage malencontreux.
Malgré une panne qui le contraint à descendre de son appareil à Quintanapalla, Védrines atterrit le 25 mai au soir au champ de manœuvres de Burgos. Le 26 mai vers 8 heures, il arrive en vainqueur à l'aérodrome de Getafe à 15 km de Madrid.

## Sources
- Almanach Pratique du Petit Parisien, 1911
- Biographie de M. Berteaux sur le site de Maisons Laffitte
- Site sur l'histoire de l'aviation en Touraine